# فهرست سرزمین‌هایی که عربی یک زبان رسمی در آنجا است

کشور هایی با زبان رسمی عربی (دوفاکتو یا دوژور).
عربی در کشورهایی که بیش از ۵۰٪ عرب زبان دارند، زبان اکثریت تلقی می‌شود، در غیر این صورت زبان اقلیت است.
زبان رسمی و اکثریت
زبان رسمی و اقلیت
یکی از زبان‌های رسمی و زبان اکثریت
یکی از زبان‌های رسمی و زبان اقلیت
زبان اقلیت

پرچم کشورهای عرب زبان

عربی و گویش‌های مختلف آن توسط حدود ۴۲۲ میلیون نفر (بومی و غیربومی) در جهان عرب و همچنین در جوامع دور از وطن عرب صحبت می‌شود و این زبان را به یکی از پنج زبان پرگویشور جهان تبدیل می‌کند. در حال حاضر، ۲۲ کشور عضو اتحادیه عرب هستند که در سال ۱۹۴۵ در قاهره تأسیس شد. عربی یک زنجیره گویشی است که شامل ۳۰ گونه نوین زبان است.
عربی زبان میانجی مردم ساکن جهان عرب و همچنین عرب‌های دور از وطن به ویژه در آمریکای لاتین (همچون برزیل، آرژانتین، شیلی، کلمبیا و آرژانتین) و اروپا (همچون فرانسه، اسپانیا، آلمان و ایتالیا) است. عربی قبرسی و مالتی تنها دو گونه عربی هستند که بومی اروپا هستند و مالتی یکی از زبان‌های رسمی اتحادیه اروپا است.

## کشورهای مستقل
تا سال ۲۰۱۸ عربی نوین معیار زبان رسمی ۲۲ کشور بود که عبارتند از:
| ردیف | کشور              | جمعیت         | عضو اتحادیه عرب                            | عضو اتحادیه عرب     |
| ---- | ----------------- | ------------- | ------------------------------------------ | ------------------- |
| ۱.   | الجزایر           | ۴۱٬۷۰۱٬۰۰۰    | یکی از زبان‌های رسمی در کنار بربری          | بله                 |
| ۲.   | بحرین             | ۱٬۳۴۳٬۰۰۰     | زبان رسمی                                  | بله                 |
| ۳.   | چاد               | ۱۰٬۳۲۹٬۲۰۸    | یکی از زبان‌های رسمی در کنار فرانسوی        | عضو ناظر            |
| ۴.   | کومور             | ۷۹۸٬۰۰۰       | یکی از زبان‌های رسمی در کنار قمری و فرانسوی | بله                 |
| ۵.   | جیبوتی            | ۸۱۰٬۱۷۹       | یکی از زبان‌های رسمی در کنار فرانسوی        | بله                 |
| ۶.   | مصر               | ۱۰۲٬۴۴۲٬۹۳۹   | زبان رسمی                                  | بله                 |
| ۷.   | عراق              | ۳۶٬۰۰۴٬۵۵۲    | یکی از زبان‌های رسمی در کنار کردی           | بله                 |
| ۸.   | اردن              | ۶٬۶۵۵٬۰۰۰     | زبان رسمی                                  | بله                 |
| ۹.   | کویت              | ۲٬۷۸۹٬۰۰۰     | زبان رسمی                                  | بله                 |
| ۱۰.  | لبنان             | ۴٬۹۶۵٬۹۱۴     | زبان رسمی                                  | بله                 |
| ۱۱.  | لیبی              | ۶٬۲۴۴٬۱۷۴     | زبان رسمی                                  | بله                 |
| ۱۲.  | موریتانی          | ۳٬۳۵۹٬۱۸۵     | زبان رسمی                                  | بله                 |
| ۱۳.  | مراکش             | ۳۵٬۲۵۰٬۰۰۰    | یکی از زبان‌های رسمی در کنار بربری          | بله                 |
| ۱۴.  | عمان              | ۴٬۰۵۵٬۴۱۸     | زبان رسمی                                  | بله                 |
| ۱۵.  | قطر               | ۲٬۱۵۵٬۴۴۶     | زبان رسمی                                  | بله                 |
| ۱۶.  | عربستان سعودی     | ۳۰٬۷۷۰٬۳۷۵    | زبان رسمی                                  | بله                 |
| ۱۷.  | سومالی            | ۱۰٬۴۲۸٬۰۴۳    | یکی از زبان‌های رسمی در کنار سومالیایی      | بله                 |
| ۱۸.  | سودان             | ۴۰٬۲۳۵٬۰۰۰    | یکی از زبان‌های رسمی در کنار انگلیسی        | بله                 |
| ۱۹.  | سوریه             | ۲۰٬۹۵۶٬۰۰۰    | زبان رسمی                                  | بله                 |
| ۲۰.  | تونس              | ۱۰٬۹۸۲٬۷۵۴    | زبان رسمی                                  | بله                 |
| ۲۱.  | امارات متحده عربی | ۹٬۳۴۶٬۱۲۹     | زبان رسمی                                  | بله                 |
| ۲۲.  | یمن               | ۲۳٬۸۳۳٬۰۰۰    | زبان رسمی                                  | بله                 |
| Σ ۲۲ | کل                | Σ ۳۹۱٬۴۹۵٬۰۰۰ | شورای بین‌المللی زبان عربی                  | اتحادیه کشورهای عرب |

## کشورهای کم‌رسمیت
کشورهای کم‌رسمیت و سرزمین‌هایی که زبان رسمی‌شان عربی است عبارتند از:
| ردیف | کشور/سرزمین                | جمعیت     | یادداشت                                         | عضو اتحادیه عرب |
| ---- | -------------------------- | --------- | ----------------------------------------------- | --------------- |
| ۱.   | فلسطین                     | ۴٬۴۸۴٬۰۰۰ | زبان رسمی سرزمین‌های فلسطینی                     | بله             |
| ۲.   | جمهوری دموکراتیک عربی صحرا | ۵۰۲٬۵۸۵   | یکی از زبان‌های رسمی در کنار اسپانیایی           | نه              |
| ۳.   | سومالی‌لند                  | ۴٬۵۰۰٬۰۰۰ | یکی از زبان‌های رسمی در کنار سومالیایی و انگلیسی | نه              |
| ۴.   | زنگبار                     | ۱٬۳۰۳٬۵۶۹ | یکی از زبان‌های رسمی در کنار سواحلی و انگلیسی    | نه              |

## زبان ملی
کشورهایی که زبان ملی یا کاری به رسمیت‌شناخته‌شده‌شان عربی است عبارتند از:
| ردیف | کشور   | زبان ملی یا کاری |
| ---- | ------ | ---------------- |
| ۱.   | اریتره | زبان کاری        |
| ۲.   | مالی   | زبان ملی         |
| ۳.   | نیجر   | زبان ملی         |
| ۴.   | سنگال  | زبان ملی         |

## مناطق خودمختار و ایالت‌ ها
موجودیت‌های سیاسی، مناطق خودمختار و سرزمین‌هایی که زبان رسمی‌شان عربی است.
| ردیف | کشور غیرمستقل/سرزمین            | یادداشت                                   |
| ---- | ------------------------------- | ----------------------------------------- |
| ۱.   | ازواد، جنبش عرب ازواد           | یکی از زبان‌های رسمی در کنار طوارقی        |
| ۲.   | Galmudug                        | یکی از زبان‌های رسمی در کنار سومالیایی     |
| ۳.   | هیرشابیل                        | یکی از زبان‌های رسمی در کنار سومالیایی     |
| ۴.   | اقلیم کردستان عراق              | یکی از زبان‌های رسمی در کنار کردی          |
| ۵.   | داعش                            | زبان رسمی                                 |
| ۶.   | جوبالند                         | یکی از زبان‌های رسمی در کنار سومالیایی     |
| ۷.   | Khatumo                         | یکی از زبان‌های رسمی در کنار سومالیایی     |
| ۸.   | پانتلند                         | یکی از زبان‌های رسمی در کنار سومالیایی     |
| ۹.   | اداره خودمختار شمال و شرق سوریه | یکی از زبان‌های رسمی در کنار کردی و سریانی |
| ۱۰.  | دولت جنوب غرب سومالی            | یکی از زبان‌های رسمی در کنار سومالیایی     |
| ۱۱.  | اپوزیسیون سوریه                 | زبان رسمی                                 |

## اقلیت ها
کشورهایی که زبان اقلیت به رسمیت‌شناخته‌شده‌شان عربی است عبارتند از:
| ۱. | قبرس | ۲. | ترکیه |